# Gaikai

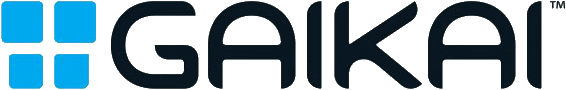
Logo herní služby Gaikai

Gaikai (z jap. 外海 [gaikai] - volné, otevřené moře) je herní služba založená v roce 2008 zakládající se na cloudovém přenosu dat.

## Základní informace
Herní služba založená v roce 2008 zakládající se na cloudovém přenosu dat. Mezi hlavní zakladatele patří: David Perry, Rui Pereira a Andrew Gault. Umožňuje uživatelům hrát nejnovější hry ve vysokém rozlišení bez jakéhokoliv omezení vlastního hardwaru počítače. Jediné požadavky na bezproblémové fungování jsou minimálně 3 Mbit/s internetové připojení (optimální rychlost 5 Mbit/s a výše), dále nejnovější verze pluginů Javy a Adobe Flash. Ovšem na konferenci Google I/O 2012 byla uveřejněna funkčnost této služby přímo pomocí Google Native Client bez potřeby výše zmíněných pluginů.

## Funkce
Vše funguje na základě práce velmi výkonných serverů, které mají vybrané hry nahrány na disku a kompletní výpočetní práci odvádějí za uživatele, který již jen přijímá vizuální obraz hry.
Tato služba není omezena jen na počítače s nižším výkonem a netbooky, ale funguje také na tabletech, chytrých telefonech a televizích. Gaikai může být spuštěn jak ve webových prohlížečích, tak i přímo ve facebookovém rozhraní, a nebo jako součást dalších stránek.
Hlavní funkcí této služby je podporovat prodej kvalitních herních titulů. Uživatel má totiž možnost si zdarma na omezenou dobu (90 minut) zahrát demo hry, jejíž plnou verzi si může kdykoliv během hraní a nebo po jejím uplynutí koupit.

## Finance
V roce 2012 tuto službu kompletně odkoupila společnost Sony a stala se tak hlavním investorem. Předtím byla financována společnostmi Intel Capital, Limelight Networks, Rustic Canyon Partners, Benchmark Capital, TriplePoint Capital, NEA a Qualcomm.
Hlavním zdrojem příjmů jsou smlouvy se společnostmi, kterým tímto způsobem zvyšují prodeje svých herních titulů.
Gaikai také obstarává vlastní affiliate program, který se zakládá na možnosti streamovat hry ve vysokém rozlišení přímo na stránkách. Stránky, na kterých je takto uveřejněna reklama, získávají určitý podíl z reklamního příjmu, který je vytvořen z streamování her zákazníkům.

## Historie
- Listopad 2008 – oficiální založení Gaikai
- Červen 2009 – na veletrhu E3 bylo poprvé představeno živé streamování AAA počítačových her
- Květen 2010 – celkem získáno 15 000 000 $ od finančních investorů na další vývoj
- Červen 2010 – podepsána několikaletá smlouva s EA
- Listopad 2010 – začátek veřejného beta testování
- Únor 2011 – zahájen oficiální provoz Gaikai
- Červen 2011 – zprovozněn affiliate program, který ve stejném roce získal více než 10 miliónů uživatelů
- Prosinec 2011 – podepsána smlouva se společností Ubisoft
- Leden 2012 – podepsána smlouva se společností LG
- Březen 2012 – oficiálně spuštěno streamování her přes Facebook
- Květen 2012 – vytvořeno první mobilní partnerství a začátek streamování her na Wikipad
- Červen 2012 – vytvoření partnerství se společností Samsung a rozšíření streamování na televizory
- Srpen 2012 – Gaikai byl odkoupen společností Sony Computer za 380 000 000 $